# Ramón García Rodrigo Nocedal
Ramón García Rodrigo y Nocedal (El Astillero, c. 1870 - ¿Madrid?, ?) fue un abogado y periodista español.

## Biografía
Era hijo de Manuel García Rodrigo Pérez, abogado del Colegio de Madrid y diputado en Cortes durante el Sexenio Democrático, y de Consuelo Nocedal Romea. Por vía paterna era nieto de Francisco Javier García Rodrigo y por vía materna de Cándido Nocedal.
Estudió Derecho en la Universidad Central. Fue miembro de la Juventud Conservadora como secretario y en 1889 colaboraba con el diario pidalino La Unión Católica. En la década de 1890 pasaría a trabajar para el diario El Siglo Futuro (que dirigía su tío Ramón Nocedal), del que sería redactor corresponsal durante los sucesos de Melilla. Sobre este conflicto publicaría el año siguiente una obra titulada La campaña de Melilla. En 1900 publicó también la obra Anales taurinos con el seudónimo Resquemores.
Posteriormente se dedicó a la política, adhiriéndose en 1907 al sector maurista del partido liberal conservador, con el que participó en elecciones municipales.
Terciario franciscano y fervoroso católico, en 1916 tuvo la iniciativa de levantar en el cerro de los Ángeles, centro geográfico de España, un monumento al Sagrado Corazón de Jesús, idea que fue acogida con fervor por el nuncio de Su Santidad, el obispo de Madrid-Alcalá y la duquesa de la Conquista, siendo inaugurado en 1919 por el rey Alfonso XIII.
En 1892 contrajo matrimonio con Aurelina Bena Ortiz de Lanza, hija de Domingo Bena, con la que tuvo varios hijos. Su hijo Fernando García-Rodrigo y Bena, casado con Leticia Rossi Agudo, fue juez comarcal y perteneció a la Asociación de Hidalgos a Fuero de España. Ramón García-Rodrigo y Bena se estableció en San Sebastián y casó con Ana María Brocardo y Ruiz-Forcades, con quien tuvo por hijos a Ana María y José Carlos García-Rodrigo Brocardo, detective privado en el País Vasco.